# Willow Canyon
Willow Canyon è un census-designated place della contea di Pima, nello stato del Arizona, Stati Uniti d'America.